# Национални парк Бјаловешка
Национални парк Бјаловешка (пољ. Białowieski Park Narodowy) је национални парк у Подласком војводству у источној Пољској, у близини границе са Белорусијом. Парк заузима површину од 152,2 km², а налази се на 62 км југоистично од Бјалистока.
Познат је по заштити најбоље очуваног дела Бјаловешке шуме, последњег умереног шумског фрагмента у Европи, који се у историји протезао кроз Европску низију.
Национални парк је дом највеће популације европског бизона, највеће копнене животиње у Европи. Граница између две државе пролази кроз шуму, Национални парк Бјаволешка Пуша је суседан на белоруској страни границе. Постоји гранични прелаз за планинаре и бициклисте у шуми. Према једној студији, парк доноси туристичке приходе од око 72 милиона злота годишње.

## Историја
Пре него што је постао национални парк, био је Инспекторат шумских резерви, основан 1921. године. Инспекторат је претворен у Национални парк Бјеловешка, 11. августа 1932. године од стране Друге пољске републике. Након Другог светског рата, парк је подељен између Народне Републике Пољске и Белоруске Совјетске Социјалистичке Републике. Национални парк Бјаловешка поново је отворен 1947. године. Идеја о стварању националног парка на локалном нивоу датира још од почетка 19. века.

## Поделе парка
Седиште парка налази се у селу Бјаловешка.
Тренутно парк се састоји од три јединице : Заштићено подручје Орловка, дистрикт Хвожна и Центар за узгој бизона.

### Орловка
Заштићено подручје Орловка заузима површину од 5073.21 хектар, док је 4785.26 хектара под строгом заштитом, 235.48 хектара под активном заштитом и 53.27 хектара под заштитом државе. Подручје је подељено у два округа : Серчаново (2303.24 хектара) и Џидзинка (2769.97 хектара).

### Хвожна
Подручје Хвожна покрива површину од 5169.5 хектара, од чега је 941.64 под строгом зашиттом, 4203.68 хектара под активнон заштитом и 24.18 хектара под заштитом државе. Ово подручје подељено је у два округа : Суприки (1243.17 хектара), Масево (1120.29 хектара) и Замозе (1379.52 хектара)

### Центар за узгој бизона
Европски центар за узгој бизона покрива територију од 274.56 хектара и под заштитом је државе. Област се састоји од три резервата за узгој и европског резервата јавног приступа. Одговорност особља резервата за узгој европског бизона обухвата станиште бизона у свим пољским деловима Бјаловешке шуме

## Карактеристике парка
Национални парк Бјаловешка често је називан и "последњом нетакнутом дивљином Европе" и једини је такав од свих осталих националних паркова у Пољској. У унутрашњој зони парка налази се прашума. Само научници могу слободно кретати строго заштићеном простору. Свака група туриста је ограничена на највише 20 људи, а присуство службеног водича је обавезно. Класична путна вожња води кроз јужни део простора парка, укупне површине 4.747 хектара. Седишта националног парка су у селу Бјаловешка, у Музеју природе и шума Националног парка Бјаловјешка.
Музејски комплекс, саграђен шездесетих година, заузима место некадашње палате, коју је користио краљ Август III од Пољске, која је уништена од стране совјетске армије у јулу 1944. године. Изнад крова музеја налази се торањ за посматрање доступан туристима током радног времена. У парку су се одржава изложба која представља локалну врсту биљака и животиња приказаних преко монитора, али и кроз мултимедијалне изложбе уз употребу светла и звука. Посебно интересовање влада за изложбом посвећеној птицама. Готово све живе врсте у региону могу се чути у аудио записима. Водичи на страним језицима доступни су уз додатну накнаду, а време чекања за групну посету не прелази 15 минута.
У готово свакој просторији музеја налазе се рачунари са информацијама о темама на различитим језицима. Сви експонати у музеју су стручно припремљени од стране научника и препоручују се за посетиоце свих узраста.